# خوسه آلبرتو بنیتس
خوسه آلبرتو بنیتس (اسپانیایی: José Alberto Benítez‎؛ زادهٔ ۱۴ نوامبر ۱۹۸۱) دوچرخه‌سوار اهل اسپانیا است. وی در مسابقات تور دو فرانس و جیرو دیتالیا شرکت کرده است.